# Eimantas Stanionis
Eimantas Stanionis (ur. 17 sierpnia 1994 w Kownie) – litewski bokser, mistrz Europy w wadze półśredniej z 2015 roku, uczestnik igrzysk olimpijskich w 2016 roku. 

## Kariera

### Mistrzostwa
Czterokrotnie zdobył tytuł mistrza Litwy w swojej kategorii wagowej, ostatni raz w 2015 roku. W trakcie mistrzostw świata w 2013 roku przegrał w 1/8 finału po porażce z reprezentantem Armenii Aramem Amirkhanyanem. Uczestniczył w mistrzostwach Europy w 2013 roku w Mińsku, jednak odpadł w drugiej rundzie. Podczas mistrzostw Europy w 2015 roku zwyciężył w wadze do 69 kg, zaś w tym samym roku na mistrzostwach świata zajął 5. miejsce.  

### Igrzyska olimpijskie
Wziął udział w igrzyskach olimpijskich rozgrywanych w Rio de Janeiro. Uczestniczył w rywalizacji w wadze półśredniej. W 1/16 pokonał Chińczyka Liu Wei 3-0, zaś w 1/8 przegrał tym samym wynikiem z reprezentantem Uzbekistanu Shakhramem Giyasovem.

### Kariera zawodowa
9 kwietnia 2017 roku zadebiutował na gali w Los Angeles i pokonał Rasheeda Lawala przez nokaut. Jego trenerem jest Freddie Roach. Dotychczas stoczył 8 wygranych walk. Obecnie mieszka w Oxnard w Kalifornii.